# ATC (V20)
Jest to część klasyfikacji anatomiczno-terapeutyczno-chemicznej:
- V – Różne
  - V 01 – Alergeny
  - V 03 – Pozostałe środki lecznicze
  - V 04 – Środki diagnostyczne
  - V 06 – Preparaty żywieniowe
  - V 07 – Wszystkie inne preparaty nieterapeutyczne
  - V 08 – Środki cieniujące
  - V 09 – Radiofarmaceutyki diagnostyczne
  - V 10 – Radiofarmaceutyki lecznicze
  - V 20 – Opatrunki chirurgiczne

## V 20 – Opatrunki chirurgiczne
Aktualnie w klasyfikacji ATC nie ma leków w tej kategorii